# Beerus
Beerus (en japonés: ビルス, Hepburn: Birusu), oficialmente llamado por su cargo dios de la Destrucción Beerus (en japonés: 破壊神ビルス, Hepburn: Hakaishin Birusu) y como Bills en Hispanoamérica e inicialmente en España, es un personaje de la franquicia Dragon Ball creado por Akira Toriyama. Beerus hizo su primera aparición en la película de 2013 Dragon Ball Z: La batalla de los dioses como el villano principal y regresó como personaje secundario en Dragon Ball Z: La Resurrección de Freezer, así como como uno de los personajes principales en Dragon Ball Super. Es un dios que se asemeja a un gato esfinge púrpura que viste ropa y adornos tradicionales egipcios, cuya ocupación es mantener el equilibrio destruyendo planetas, en contraste con los Supremos Kaioshin que los crean y preservan.

## Concepción y creación
El desarrollo de los personajes de Beerus comenzó en algún momento de 2011. Su nombre y actores de voz, junto con el póster de la película, se revelaron oficialmente en diciembre de 2012 en el primer número de la Weekly Shōnen Jump de 2013; Beerus, el Dios de la Destrucción con la voz de Kōichi Yamadera. El póster de la película muestra a Super Saiyajin Goku combatiendo al Dios de la Destrucción Beerus, con Whis flotando bañado en luz de fondo. El personaje estaba en el borrador inicial de la Batalla de los Dioses, aunque Toriyama señala que Beerus cambió completamente a pesar de que le gustaba el concepto.
El nombre "Beerus" fue tomado de la palabra "virus", aunque Toriyama confundió su origen con "cerveza", que comenzó el juego de palabras usado para Whis durante la producción de la Batalla de los Dioses, y más tarde futuros Dioses de la Destrucción y asistentes.
En el número de la semana siguiente, reveló que el diseño de Beerus se basa en un gato y su ropa se basa en prendas egipcias. El diseño de Beerus se basó parcialmente en un gato Cornish rex que había vivido con Toriyama en el momento del trabajo de diseño, el gato se recuperaba milagrosamente de una enfermedad y el veterano bromeaba diciendo que era demoníaco. Toei inicialmente tenía el carácter de parecerse a un lagarto, Toriyama lo cambió por completo a un gato. Se planeó que Beerus usara una cuchara o un tenedor para combatir a los héroes, la idea se anuló cuando Tadayoshi Yamamuro, el director de animación de la Batalla de los Dioses, consideró que era difícil para Beerus luchar de esa manera e hizo la sugerencia de los palillos.
La edición de abril de la V Jump bromeó sobre una nueva transformación de Super Saiyajin en la película, titulada "Super Saiyajin Dios" (超サイヤ人ゴッド, Sūpā Saiya-jin Goddo), diciendo: Hace 39 años, el Pez Oráculo le dijo a Beerus que el Super Saiyajin Dios aparecería ante él. Y que este es el comienzo de la historia de la película. En el número 14 de la Weekly Shōnen Jump de 2013, Toriyama dijo que la trama de Batalla de los Dioses comenzó hace dos años con ideas para el Dios de la Destrucción y el Super Saiyajin Dios, y que se involucró profundamente en la historia para mantenerla en línea con el tono original de la serie para que los niños la disfruten.

### Actores de doblaje
Beerus tiene la voz de Kōichi Yamadera en todos los medios japoneses de Dragon Ball.
En el doblaje latino es interpretado por José Luis Orozco mientras que en el doblaje castellano es interpretado por Manolo Solo.

## Habilidades
Beerus posee una fuerza capaz de destruir fácilmente el universo. Durante su primera pelea con el Super Saiyajin Dios Goku, el choque de los puños de los dos creó ondas que viajaron a través del macrocosmos del Universo 7, y se dijo que podían destruir el universo si continuaba. También se reveló después de la pelea que Beerus estaba reteniendo una cantidad considerablemente grande de su poder y tenía la capacidad de neutralizar la energía de cualquier mortal. En el Capítulo 28 del manga de Dragon Ball Super, se muestra que Beerus puede usar la Señal del Ultra Instinto, que se mostró mientras esquivaba los ataques de todos los demás Dioses de la Destrucción. Algunos de los ataques únicos de Beerus incluyen Bola de Destrucción (ビルス玉, Birusu Dama), donde crea una pequeña bola de energía similar al sol entre sus manos, levanta los brazos y rápidamente agranda la bola antes de lanzarla, junto con Destrucción antes de la Creación, donde se rodea a sí mismo de un aura que se asemeja a un sol antes de liberar una onda de energía. La técnica más poderosa de Beerus, el Hakai (破壊, "Destrucción") se puede usar para destruir completamente todos los objetos y entidades dentro del universo. El Hakai es capaz de destruir instantáneamente el cuerpo e incluso las almas de los mortales y dioses de bajo nivel, que se pueden ver en acción cuando Beerus usa la técnica en Zamasu y el fantasma del Dr. Mashirito. Aunque la técnica es vista por primera vez por Beerus, todos los Dioses de la Destrucción pueden utilizar la habilidad. De manera similar a otros Dioses de la Destrucción y Kaioshins, Beerus es la vida vinculada al Kaioshin del Este, donde si uno muere, también lo hará el otro. Esto equivale a una debilidad dada la inmensa inferioridad en fuerza del Kaioshin del Este con respecto a Beerus. Debido a que el Kaioshin del Este fue asesinado en la línea de tiempo alternativa, mientras ayudaba a Trunks a enfrentarse a Dabura, la versión de Beerus que existe allí muere mientras duerme.

## Apariciones
Involucrado en eventos previamente no explicados, que preceden a los representados en el manga, se revela que Beerus es quien selló al Viejo Kaioshin en la Espada Z y destruyó el planeta del Kaio del Norte, y solo quedó el pequeño planeta donde ahora vive, ambos actos se deben a la ira por las disputas. También sabía sobre el plan de Freezer para destruir el Planeta Vegeta, habiendo tenido la intención de destruir el planeta él mismo debido a que el Rey Vegeta no le respetaba, y se durmió profundamente poco después.
Beerus se despierta de un sueño de 39 años y va en busca de un Super Saiyajin Dios a quien vio en su sueño, su búsqueda lo lleva a Goku, a quien derrota fácilmente a pesar de que su oponente está en forma Super Saiyajin Tres. Beerus luego llega a la Tierra para preguntar sobre el mito del Super Saiyajin Dios a Vegeta, expresando su decepción hacia él, pero participa en la fiesta de cumpleaños de Bulma para disfrutar de la cocina de la Tierra. Beerus está mayormente tranquilo hasta que Majin Buu se niega a compartir el pudín restante con él, lo que resulta en que el furioso Beerus derrote sin esfuerzo a Buu, Gotenks, Gohan, Androide 18, Piccolo y Ten Shin Han en combate. Después de derrotar a Vegeta al provocarlo por un revés en represalia contra Bulma, Goku convence a Beerus de que perdone a la Tierra momentáneamente para darles tiempo para encontrar una manera de hacer que aparezca un Super Saiyajin Dios. Shenron le revela al grupo que el Super Saiyajin Dios se crea cuando cinco Saiyajin de corazón puro canalizan su corazón en un sexto Saiyajin. Desafortunadamente, solo existen cinco Saiyajin en el planeta Tierra, pero Videl revela que está embarazada, y el feto cuenta como el sexto Saiyajin en completar el ritual. Los Saiyajin y Videl realizan el ritual, transformando a Goku en un Super Saiyajin Dios. Beerus se enfrenta a él en una batalla que afecta a todo el universo. Pero incluso después de que Goku perdió después de que su poder de Super Saiyajin Dios se desvaneciera, Beerus nota el poder restante de Goku. Más tarde, decide perdonarlo a él y a la Tierra, fingiendo caer en un sueño profundo. Durante la resurrección de Freezer y la subsiguiente batalla con los héroes, Beerus observa la pelea y le asegura a Freezer preocupado que no se involucrará en su pelea con los Saiyajin, aunque advierte al tirano que se mantenga alejado de su helado.
Después de que Goku derrota a Freezer, Beerus organiza un torneo entre su Universo 7 y el Universo 6 de su hermano gemelo Champa. Después de que gana el Universo 7, Beerus desea que se restaure la población de la Tierra del Universo 6. Beerus, Whis y Goku viajan al Universo 10 para reunirse con Gowasu y Zamasu después de obtener una pista sobre la identidad de Goku Black; cuando se descubre que Zamasu planea matar a Gowasu, Beerus lo confronta y lo borra de la existencia con un poderoso ataque "Hakai". Beerus luego destruye al Dr. Mashirito ya fallecido. Beerus intenta evitar que Goku use un botón para convocar a Zenosama, que establece el Torneo del Poder. Después del torneo, Beerus se enfrenta a Zenosama cuando le pregunta a Goku sus planes futuros y luego deja su vista con miedo.
En la película Dragon Ball Super: Broly, Beerus solo toma una siesta en el lugar de vacaciones de Bulma antes de cuidar a su hija mientras ayuda al grupo de Goku a encontrar la esfera de siete estrellas.

### Apariciones en otros medios
Beerus ha aparecido en varios juegos de Dragon Ball, siendo el primero Dragon Ball Heroes. En el juego de 2015 Dragon Ball Xenoverse, Beerus finge estar poseído por Demigra antes de revelar que los dioses son inmunes a sus poderes, Beerus luego lo involucra en la batalla con el jugador y después de vencerlo luchando contra el jugador y Trunks con Whis en una prueba, Beerus lo permite. el jugador para derrotar a Demigra después de su pase, permaneciendo despierto el tiempo suficiente para ver al jugador vencer a Demigra en la batalla. Beerus también sirve como mentor, enseñando sus movimientos al jugador. En la secuela de 2016 Dragon Ball Xenoverse 2, Beerus se enoja por el mal sabor del pudín hecho por el Supremo Kaioshin del Tiempo, lo que hace que Whis y el jugador tengan que someterlo. Beerus y Whis abandonan la Tierra mientras Freezer la ataca cuando es contactado por el Supremo Kaioshin del Tiempo, lo que permite que Freezer destruya la Tierra sin la prevención de Whis y la pareja descubre que han sido engañados por Towa. Beerus y el jugador luchan contra Whis antes de que Beerus y Whis se aparten de la historia principal. Beerus también aparece como un personaje jugable en Dragon Ball FighterZ. El YouTuber y rapero inglés KSI lanzaron una canción a finales de 2018 llamada "Beerus". Más tarde se descubrió que era el segundo sencillo del álbum colaborativo de abril de 2019 "New Age" de KSI y Randolph.
En la serie Death Battle de Rooster Teeth, luchó contra Sailor Galaxia de la franquicia Sailor Moon y ganó.

## Recepción
La acogida a Beerus ha sido positiva. El crítico Nathan Farrugla vio a Beerus como "un villano interesante", citando que su naturaleza es impredecible y tiene diferentes motivos. El trabajo de voz de Jason Douglas como Beerus en el doblaje de Funimation en inglés también fue elogiado. IGN descubrió que Beerus era similar a los villanos anteriores de la franquicia por ser "exagerado". Theron Martin de Anime News Network descubrió que la pelea entre Goku y Beerus carecía de distinción.